# Rhyacophila isparta
Rhyacophila isparta là một loài Trichoptera trong họ Rhyacophilidae. Chúng phân bố ở miền Cổ bắc.